# متروی رن
متروی رن (به فرانسوی: Métro de Rennes) سیستم قطارشهری در رن، فرانسه است.
این مترو که در سال ۲۰۰۲ تأسیس شده است دارای ۱ خط، ۱۵ ایستگاه و ۹٫۴ کیلومتر طول است.

## نگارخانه

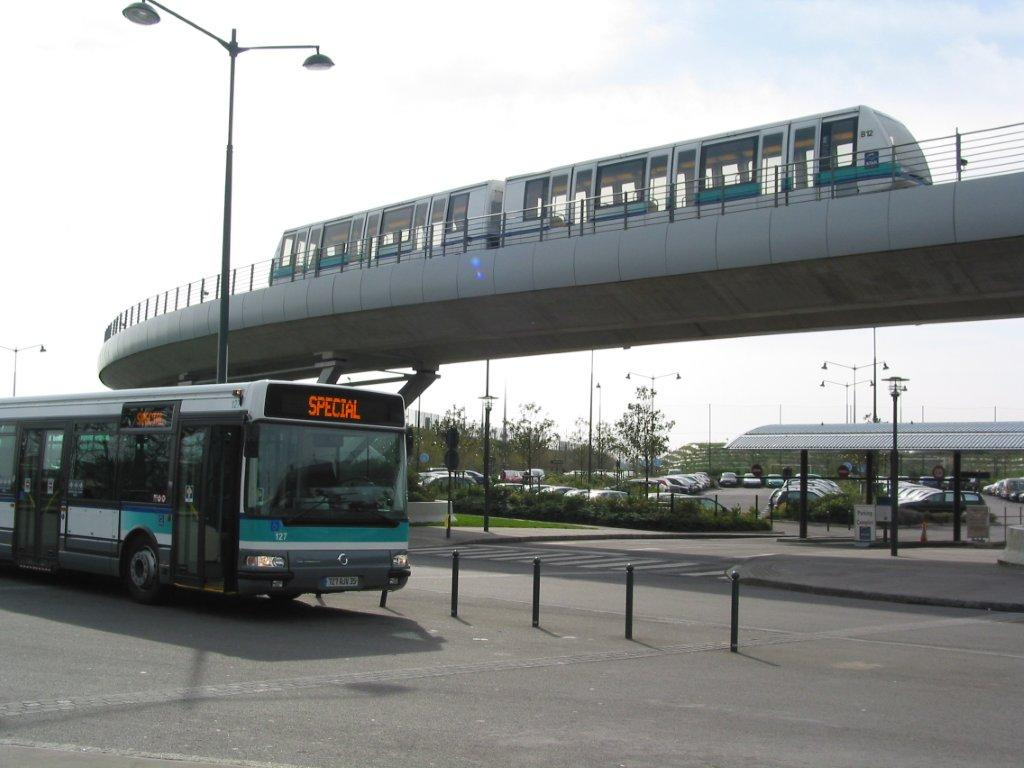
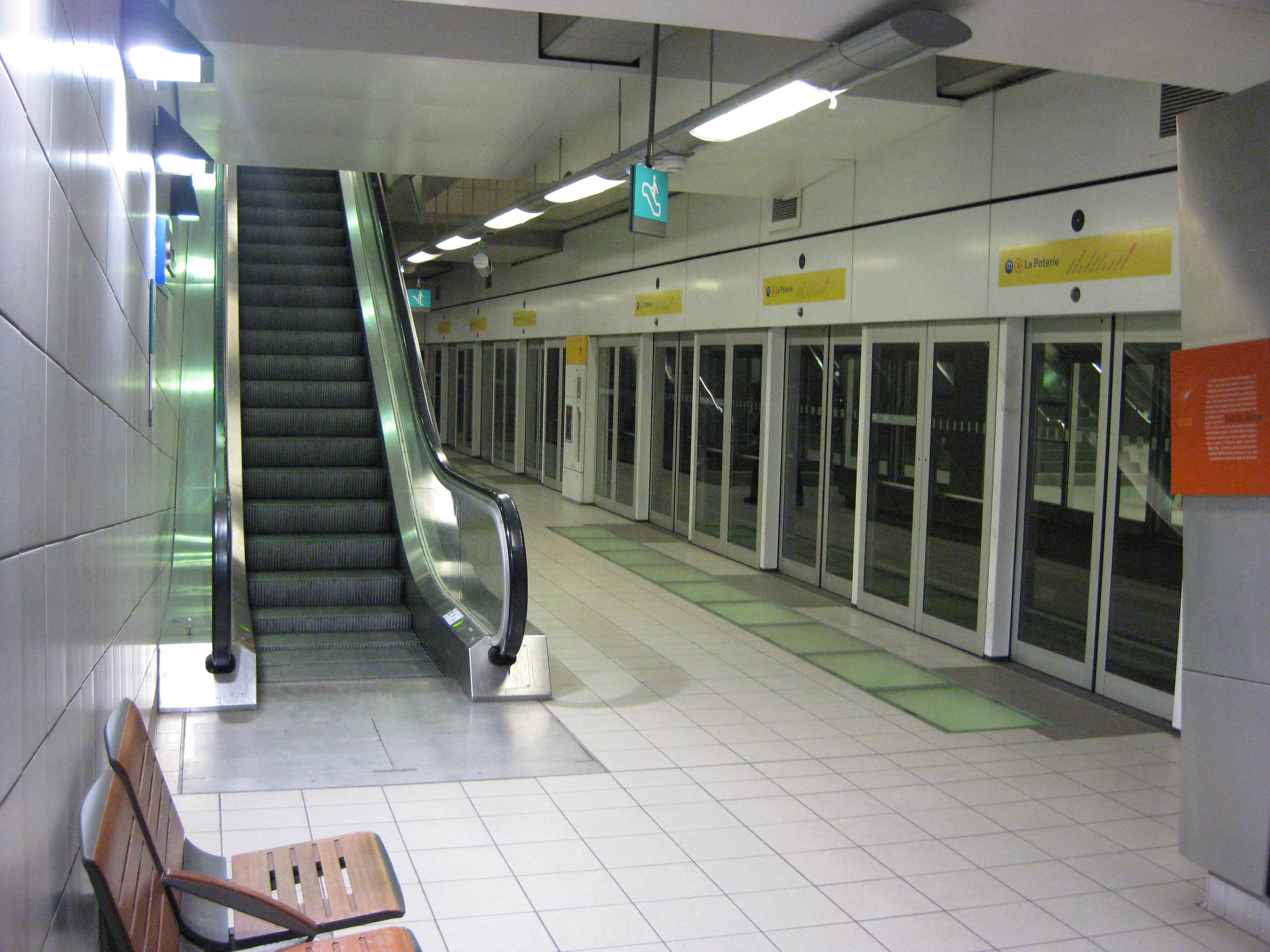
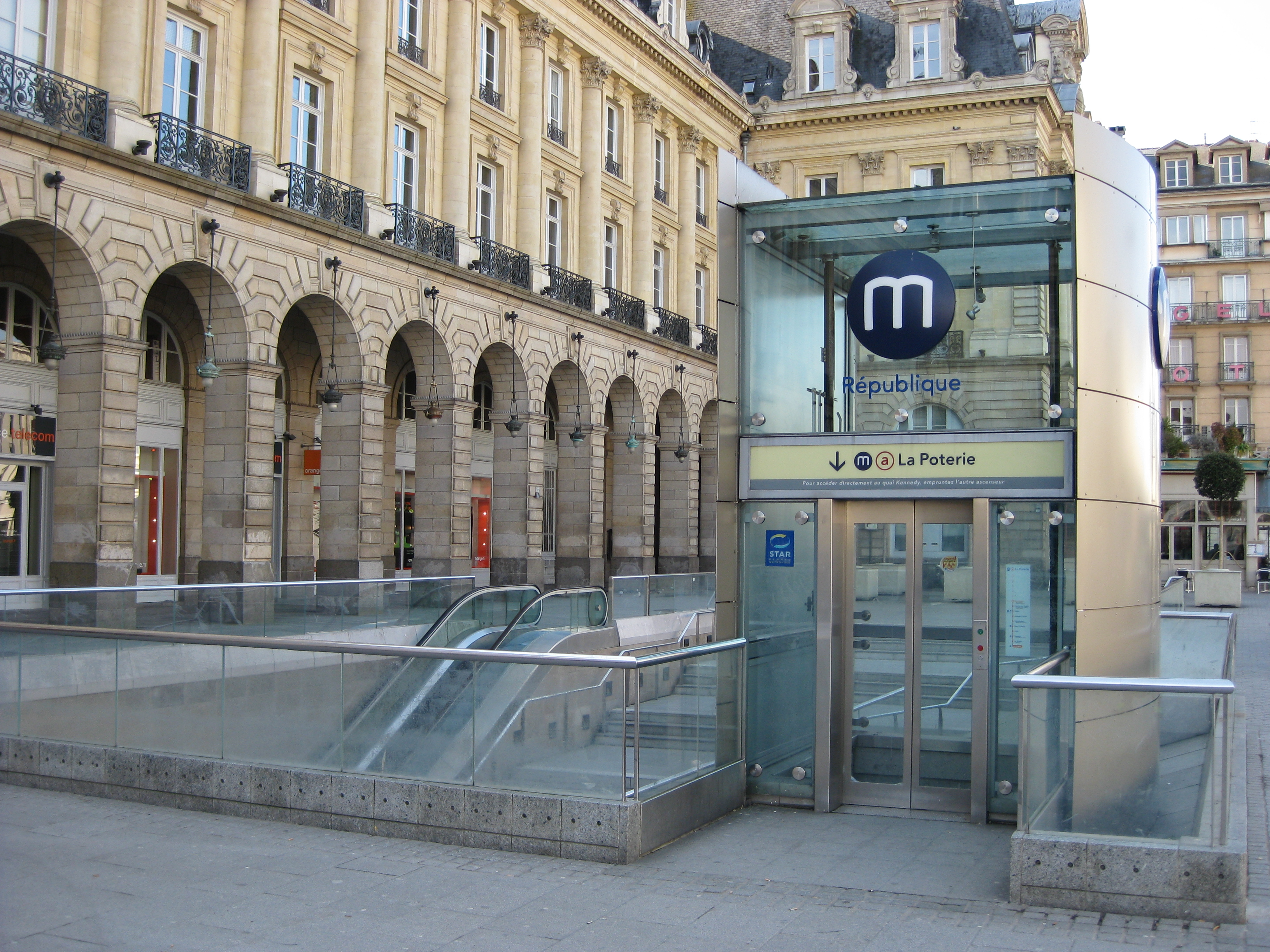
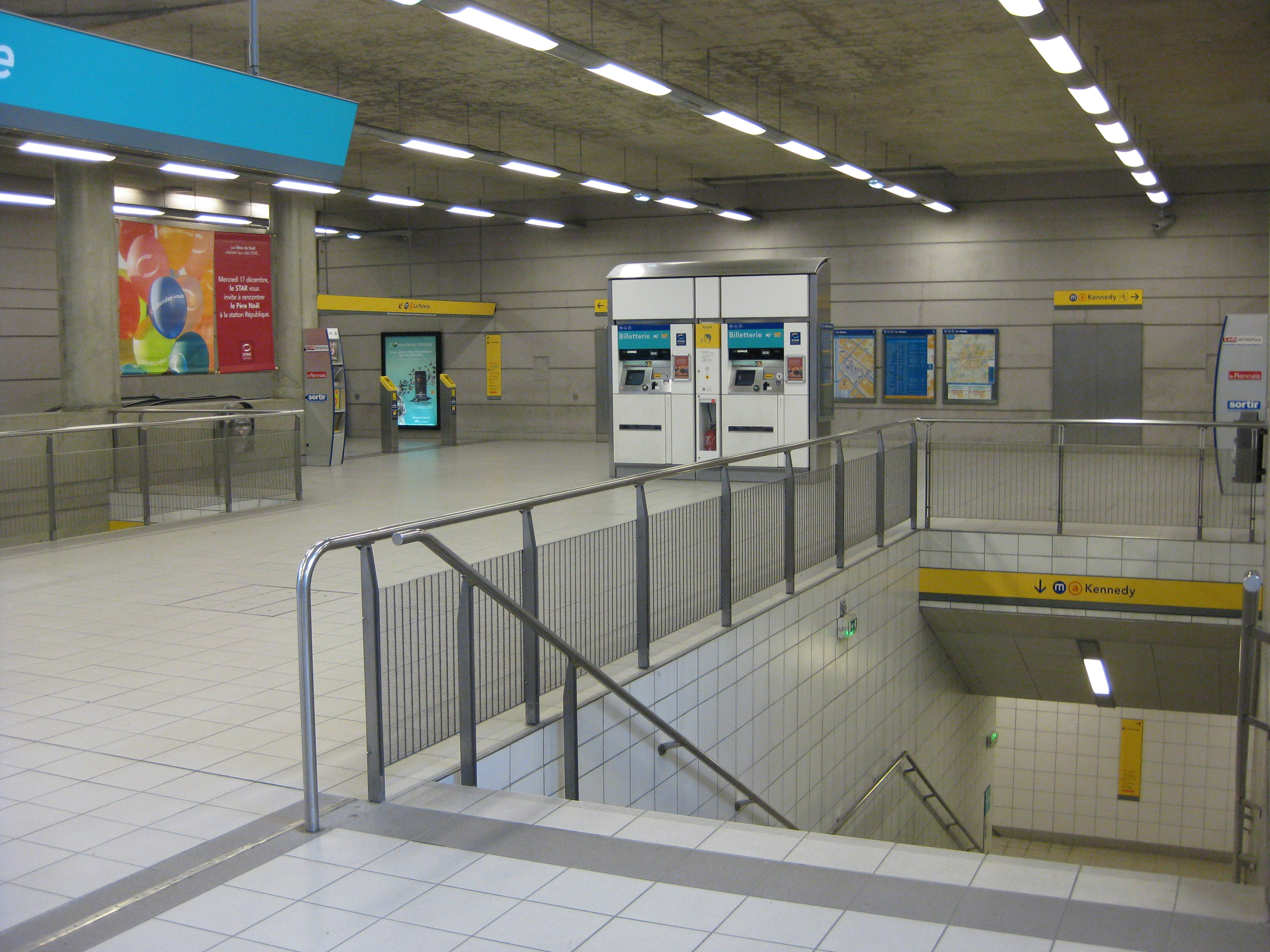
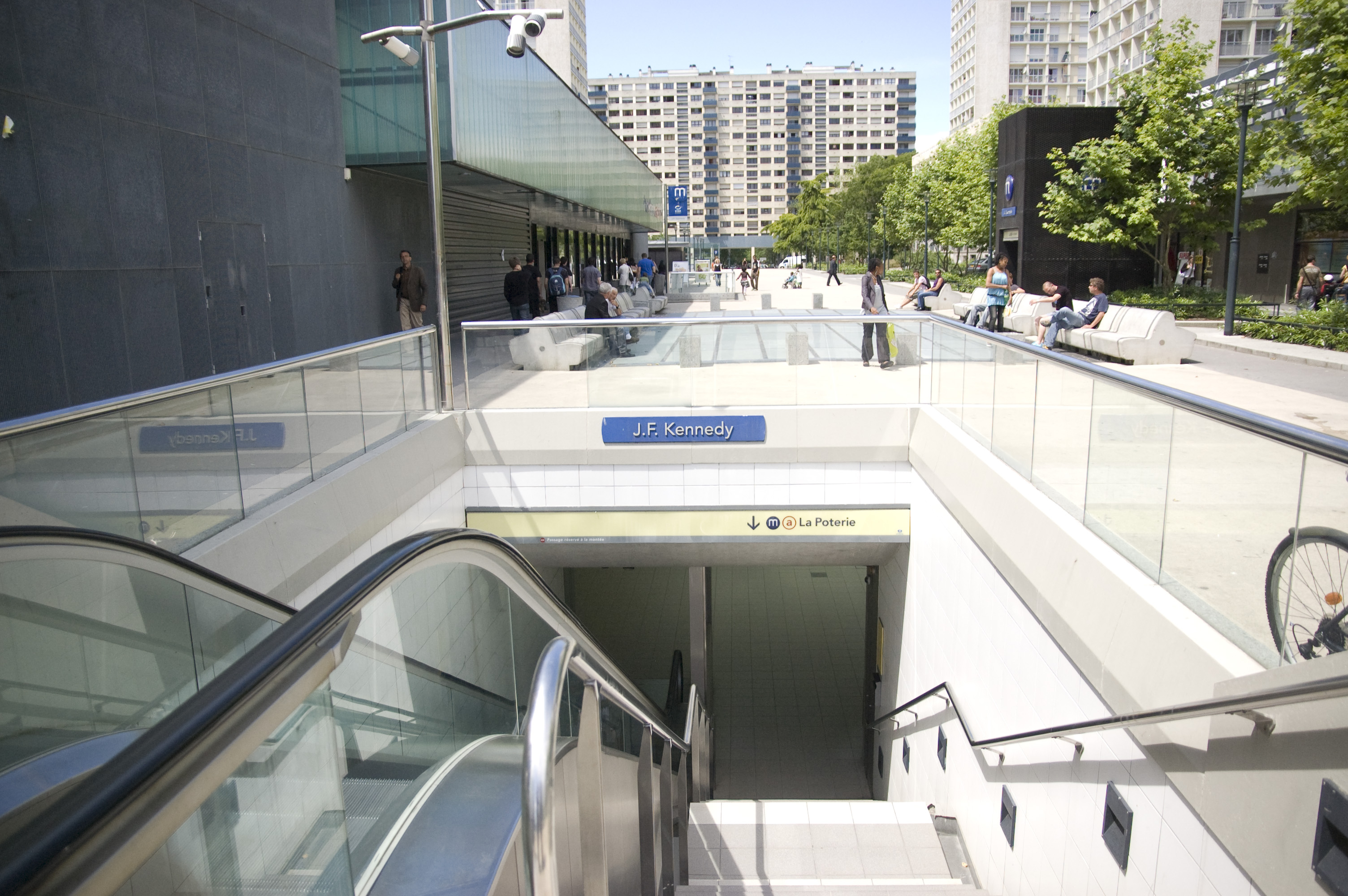
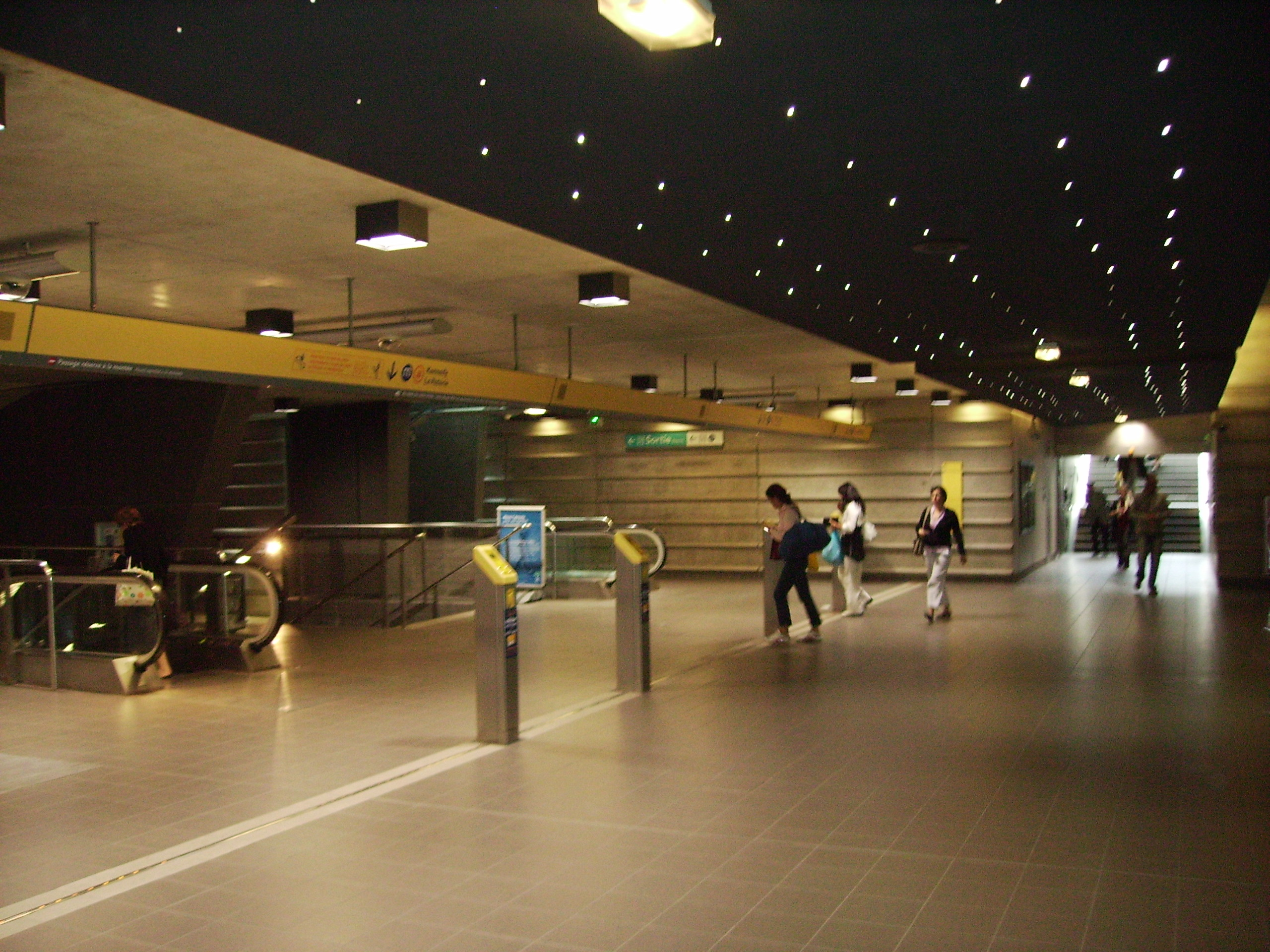
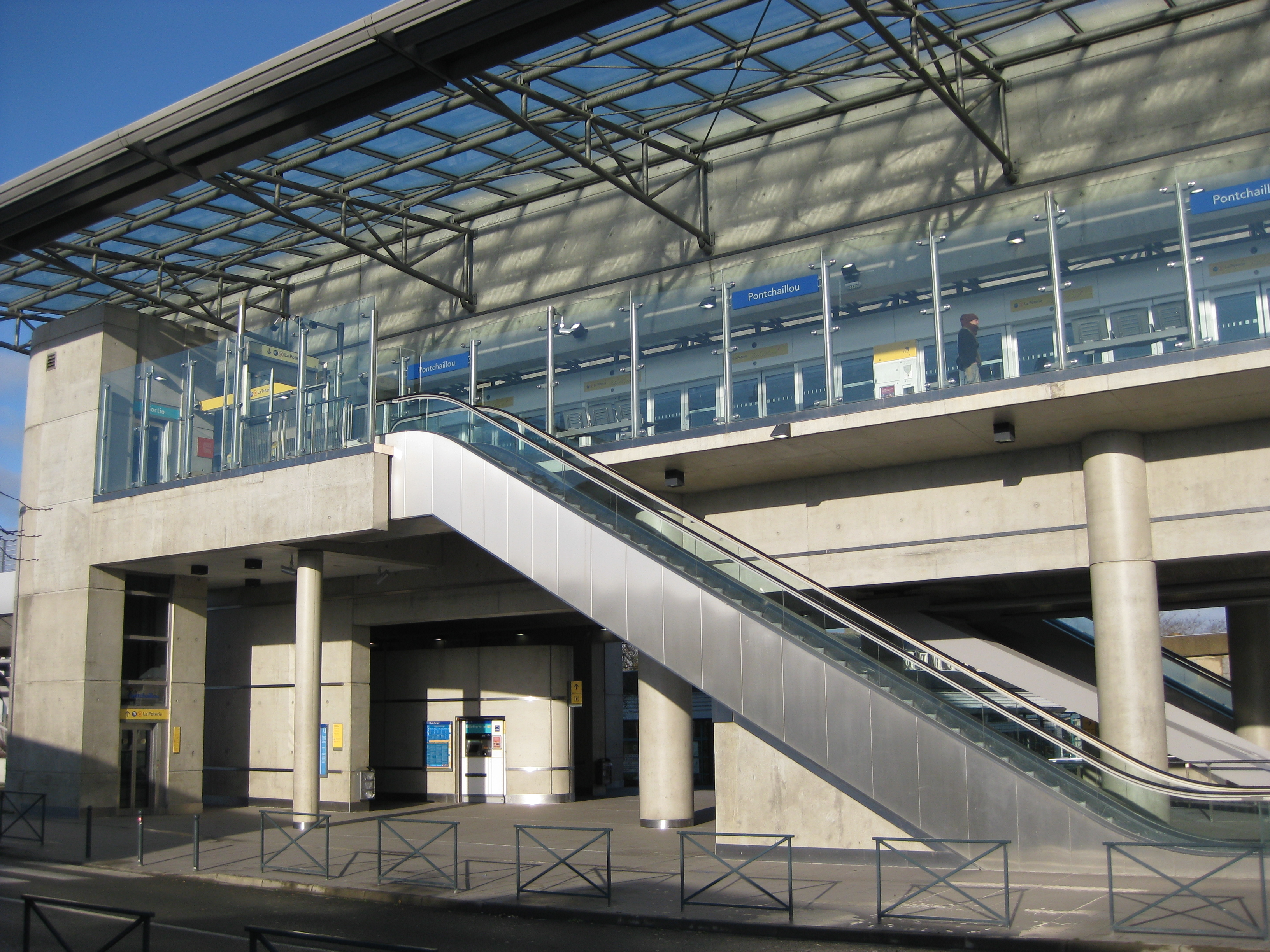